# 厄于加倫
厄于加倫（挪威語：Øygarden）是挪威的一個市镇，位於韦斯特兰郡，行政中心为斯特赖于默村。市镇面积为315平方公里，人口数量为38,316人（2020年），人口密度为每平方公里127.6人。